# Gabriel Clausi
Gabriel Chula Clausi (Buenos Aires, 30 de agosto de 1911-Buenos Aires, 17 de febrero de 2010) fue un bandoneonista, compositor y director de tango argentino.

## Biografía
Nacido en Argentina, varios de sus 11 hermanos se dedicaron a la música y él comenzó a los 3 años de edad solamente. Uno de sus primeros maestros, fue incluso, su hermano Pascual, que se desempeñaba como violinista (de oído). En 1922 le regalaron su primer bandoneón, con el cual tocó en un almacén cerca de su domicilio. En su juventud, trabajó como carnicero y luego, dejó sus estudios de flauta y violín. En 1924, formó parte de un quinteto bajo las órdenes de Andrés Dáquila, maestro del reconocido Astor Piazzolla. Después, se presentó en cafés como "Benigno" y "La Fratinola", teniendo como acompañantes a Arturo Severino, Luis Adesso "Pucherito", Bernardo Germino, Arturo Abrucesse y Juan Carlos Ghio. También formó parte de la orquesta Milano-Ropi, que poseía en el piano a Gaetano Grossi, que se convirtió en su maestro al poco tiempo.
En 1926 fue contratado por Francisco Pracánico para trabajar en su orquesta durante una temporada en el Teatro Astral y grabar para el sello Electra. Allí también participaron sus hermanos Domingo y Alejandro, y  Miguel Caló, Domingo Precona y el cantor Carlos Dante. El grupo realizó varias grabaciones. Mientras actuaba en un bar del barrio Cafferata, el tío del músico Carlos Vicente Geroni Flores, le recomendó a éste a Clausi para su nuevo proyecto. Tras hacer una prueba al lado de Antonio Rodio y Arturo Bernstein, fue aceptado y reemplazó al bandoneonista Roberto Dolard durante una presentación en el cine San Martín, ubicado en el barrio de Flores.
A mediados de 1928 grabó con Juan Maglio "Pacho", quien ya había conocido a su hermano y llevó al disco varios temas musicales de Chula como "En un rincón del café", con letra de Francisco Laino, el estribillo lo cantó Carlos Viván, y años más tarde Mi linda chirusa. Integró el Trío Pacho, compuesto además por Ernesto Di Cicco y Federico Scorticati, con quienes popularizó los tangos "Lluvia de penas" y "En capilla". Con el hermano de Di Cicco, Minoto, trabajó en varias oportunidades por $600 mensuales.
En 1928 fue descubierto por Roberto Firpo para actuar en el lujoso Hotel Palace Alvear, cobrando $19 diarios. Al tener éxito, fue contratado en múltiples veces y trabajó a la vez con Juan Maglio, Antonio Bonavena, Edgardo Donato y Carlos Vicente Geroni Flores. En septiembre de 1929 ingresó a la orquesta de Pedro Maffia, permaneciendo hasta 1934 en casi todas sus grabaciones para el sello Columbia y Brunswick. En 1935 participó en un cuarteto organizado por Enrique Rodríguez, en el que participaron músicos del nivel del pianista Lalo Scalise y el violinista Antonio Rodio, para acompañar a la actriz y cantante María Luisa Notar. Luego de su labor con Maffia, estuvo con Julio De Caro hasta 1940: primeramente, actuó en Radio Splendid en una formación integrada por Francisco De Caro (piano), Carlos y Rolando Marcucci, Félix Lipesker (bandoneones), Luis Guitérrez del Barrio y Mauricio Saiovich (violines), Francisco De Lorenzo (contrabajo) y Juan Carlos Otero (cantor). A principios de los 40` fue partícipe de una gira por Centroamérica junto a Juan Canaro. Tras el regreso de Canaro, Clausi dirigió la orquesta y se presentó en Chile con mucho éxito. Al volver a Argentina en 1942, ingresó en el conjunto de Arturo de Bassi, que actuaba en Splendid. Tras una oferta del director de Radio El Mundo, Pablo Osvaldo Valle, el cual no se pudo concretar, reorganizó su propia orquesta.
Los hermanos José y Alberto De Caro invitaron en 1944 a Clausi para volver a trabajar en Chile. Acompañado por Antonio Rodio, Ricardo Ruiz y Héctor Insúa, en aquel país desarrolló su carrera artística hasta marzo de 1954, a pesar de las pocas expectativas que tuvo al principio. Allí también dejó 150 registros vocales junto con cantantes como Carmen Carol, Víctor Acosta, Arturo Roa, Carlos Morán, Carmen Idal, Roberto Rufino, Andrés Falgás, Ricardo Ruiz, Raúl Garcés, Armando Arolas y los vocalistas Pepe Aguirre y Chito Faró. A su retorno a Buenos Aires a mediados de los 50`, se relacionó laboralmente con Pedro Maffia y Alberto Gómez y después, trabajó para su propio sello: "Chopin", donde incursionó Jorge Falcón.
Escribió la segunda letra que se conoce del tango de Derecho viejo que, al ser inscripta permitió que se extendiera legalmente los derechos de autor de los herederos de Eduardo Arolas que se estaban por extinguir en 1974 a los 50 años del fallecimiento del compositor. Esta letra fue cantada en 1979 por Nelly Omar en la versión que grabó con José Canet y sus guitarras.
Sin embargo, años después el tango comenzó a ser reemplazado por otros nuevos géneros, y solamente llegó a grabar algunos solos con el bandoneón, pero compuso una abundante cantidad de obras, 500 aproximadamente. Así mismo, dirigió un conservatorio de música, teniendo como docente al reconocido Osvaldo Pugliese. En 2002 editó el disco "Madre" y en 2003 se presentó en el Estadio Monumental, de River Plate con el grupo de Rock and roll "Los Piojos" ante 70.000 espectadores para cantar el tema De puro guapo. En 2008 participó con Alberto Podestá en "Café de los maestros", película sobre el tango donde se relata la historia de su época de oro. En 2009, con 97 años, viajó a Brasil para actuar.
En plena actividad, fue internado por problemas respiratorios agravados por una neumonía, de la cual falleció a los 98 años el 17 de febrero de 2010 en Buenos Aires. Sus restos fueron inhumados en el cementerio de la Chacarita.

## Su relación con Carlos Gardel
En 1933 conoció durante una presentación en Radio Belgrano al popular cantante Carlos Gardel, de quien años más tarde expresó:

"Yo que conozco el asunto, le digo que Gardel le mataba el hambre a varias familias. No se negaba a grabar ningún tema. Mi hermano le llevó un tango y se lo grabó dos veces para acá y para España. Muchos de los tangos que cantaba no eran tan lindos pero él era un gran melodista y los inventaba de nuevo. Por eso, era algo increíble".